# Nicolette Hart
Nicolette Hart es una actriz estadounidense, conocida por Love and Other Impossible Pursuits (2009), Veronika decide morir (2009) y Cherry Crush (2007).
Acaba de filmar Wildflower junto a la actriz Nathalia Ramos y al actor Cody Longo.

## Filmografía
Películas
| Año  | Título                             | Papel            | Notas            |
| ---- | ---------------------------------- | ---------------- | ---------------- |
| 2007 | Cherry Crush                       | Tara Bettancourt | Papel Secundario |
| 2008 | Veronika decide morir              | Reporter         | Papel Secundario |
| 2009 | Love and Other Impossible Pursuits | Estríper         | Papel Secundario |
| 2015 | Wildflower                         | Lola             | Papel Secundario |
| 2015 | Prescient                          | Helen            | Papel Principal  |

Series
| Año  | Título          | Papel         | Notas                             |
| ---- | --------------- | ------------- | --------------------------------- |
| 2004 | Law & Order     | Tina Reese    | Episodio: "Cry Wolf"              |
| 2008 | Lipstick Jungle | Skanky Girl   | Episodio: "Chapter Nine: Help!"   |
| 2014 | The Church      | Lauren Bryant | 4 episodios                       |
| 2012 | Nurse Jackie    | Mandy         | Episodio: "Slow Growing Monsters" |